# 科索沃总理
科索沃总理，即科索沃政府首脑。

## 科索沃政府首脑

### 科索沃社会主義自治省（1945年-1990年）

#### 人民委員会执行主席
- 法迪利·霍扎 （Fadil Hodža）（1945年 - 1953年）

#### 执行委员会主席
- 法迪利·霍扎 （1953年 - 1963年）
- 阿里·舒克里亚（Ali Šukrija）（1963年 - 1967年5月）
- 伊利亚·瓦基奇（Ilija Vakić）（1967年5月 - 1974年5月）
- 鲍戈柳博·内德利科维奇（Bogoljub Nedeljković）（1974年5月 - 1978年5月）
- 巴赫里·奥鲁契（Bahri Oruči）（1978年5月 - 1980年5月）
- 里扎·萨平季加（Riza Sapindžija）（1980年5月 - 1982年5月）
- 伊默尔·普拉（Imer Pulja） （1982年5月 - 1984年5月）
- 柳博米尔·内乔·博尔科维奇（Ljubomir Neđo Borković）（1984年5月 - 1986年5月）
- 纳姆兹·穆斯塔法（Namzi Mustafa）（1986年5月 - 1987年5月）
- 卡库沙·亚沙里（Kaćuša Jašari）（1987年5月 - 1989年5月）
- 尼古拉·斯科雷里（Nikola Škreli）（1989年5月 - 1989年）
- 达乌特·加斯安尼卡（Daut Jašanica）（1989年）
- 优素福·泽努拉胡（Jusuf Zejnulahu）（1989年12月4日 - 1990年7月5日）

### 科索沃・梅托希亚自治州（1990年-1999年）
- 无（1990年9月28日 - 1998年9月28日）

#### 臨時行政評議会議長
- 佐兰·安杰尔科维奇（Zoran Anđelković）（1998年9月28日 - 2002年3月7日）

#### 科索沃・梅托希亚行政长官（塞尔维亚委任的行政长官）
- 斯洛博丹·萨马尔吉奇（Slobodan Samardžić）（2007年3月15日 - 2008年7月7日）
- 戈兰·博格达诺维奇（Goran Bogdanović）（2008年7月7日 - ）

### 科索沃共和国(只有阿尔巴尼亚承认)（1990年-2000年）

#### 总理
- 优素福·泽努拉胡（Jusuf Zejnulahu）（1990年9月7日 - 1991年10月5日）
- 布亚尔·布科什（Bujar Bukoši）（1991年10月5日 - 2000年2月1日，1993年流亡政府）
- 哈辛·塔奇（Hašim Tači）（1999年4月2日 - 2000年2月1日，臨時政府）

### 联合国科索沃临时行政当局特派团統治下科索沃（1999年-2008年）

#### 总理
| 名                      | 生没年月日     | 就任年月日     | 退任年月日    | 政党                             |
| ----------------------- | -------------- | -------------- | ------------- | -------------------------------- |
| 内扎特·达奇（臨時）     | 1944年－       | 2001年12月10日 | 2002年3月4日  | 科索沃民主同盟                   |
| 巴伊拉姆·雷杰皮）       | 1954年－2017年 | 2002年3月4日   | 2004年12月3日 | 科索沃民主党                     |
| 拉穆什·哈拉迪纳伊       | 1968年－       | 2004年12月3日  | 2005年3月8日  | 科索沃市民同盟（科索沃未来同盟） |
| 阿德姆·萨里哈吉（臨時） | 1950年－       | 2005年3月8日   | 2005年3月25日 | 科索沃民主联盟                   |
| 巴伊拉姆·科苏米         | 1960年－       | 2005年3月25日  | 2006年3月10日 | 科索沃議会党（科索沃未来同盟）   |
| 阿吉姆·切库）           | 1960年－       | 2006年3月10日  | 2008年1月9日  | 無党派                           |
| 哈辛·塔奇               | 1968年－       | 2008年1月9日   | 2008年2月17日 | 科索沃民主党                     |

### 科索沃共和国（2008年 - ）

#### 总理
| 名                | 生没年月日 | 就任年月日    | 退任年月日    | 政党           |
| ----------------- | ---------- | ------------- | ------------- | -------------- |
| 哈辛·塔奇         | 1968年－   | 2008年2月17日 | 2014年12月9日 | 科索沃民主党   |
| 伊萨·穆斯塔法     | 1951年－   | 2014年12月9日 | 2017年9月9日  | 科索沃民主联盟 |
| 拉穆什·哈拉迪纳伊 | 1968年－   | 2017年9月9日  | 2020年2月3日  | 科索沃未来同盟 |
| 阿尔宾·库尔蒂     | 1975年－   | 2020年2月3日  | 2020年6月3日  | 自决运动       |
| 阿夫杜拉·霍蒂     | 1976年－   | 2020年6月3日  | 2021年3月22日 | 科索沃民主联盟 |
| 阿尔宾·库尔蒂     | 1975年－   | 2021年3月22日 | 现任          | 自决运动       |